# Edel (Medienunternehmen)

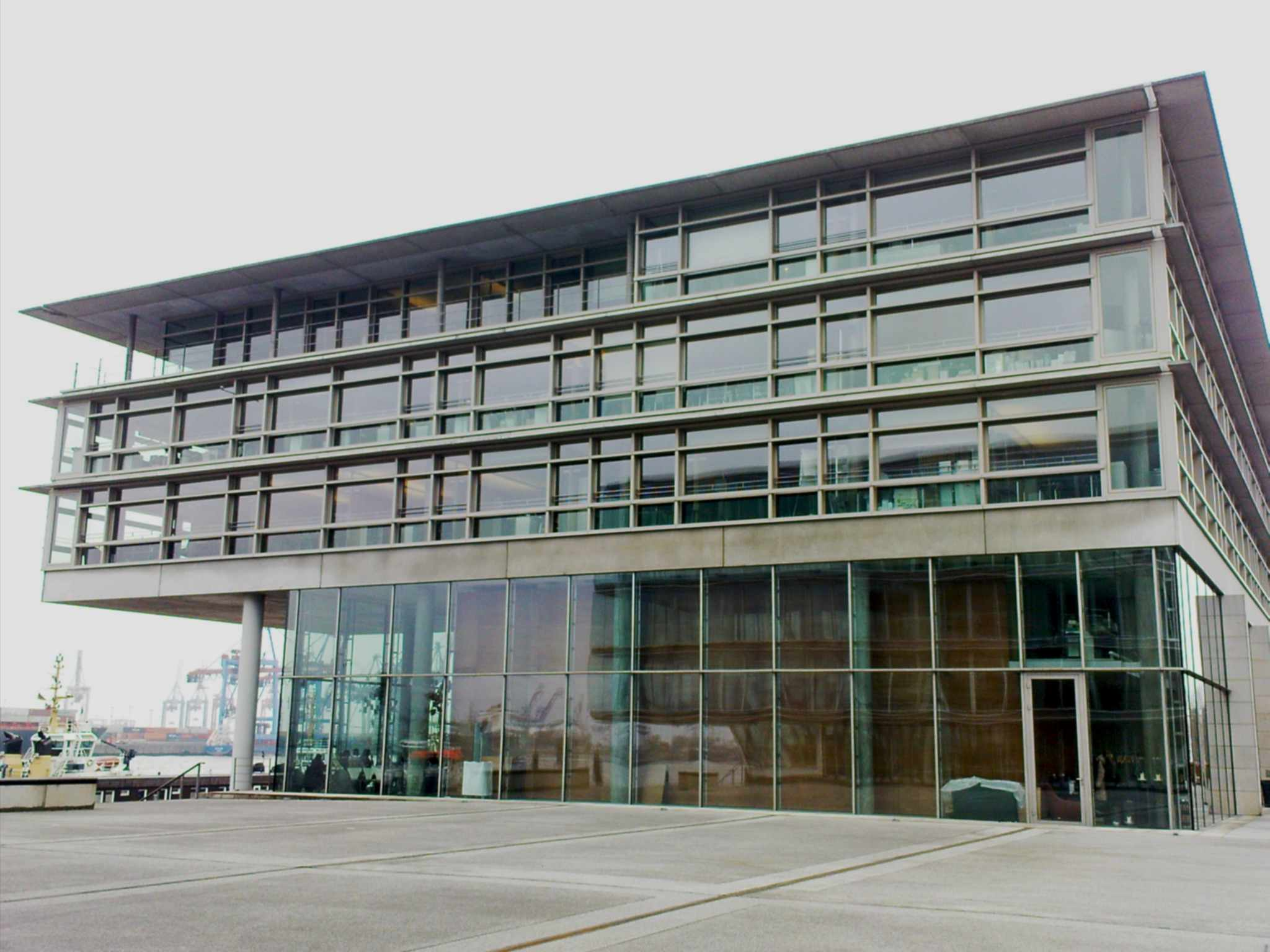
Firmensitz in Hamburg-Altona, Ostseite

Die Edel SE & Co. KGaA ist ein deutsches Medienunternehmen mit Sitz in Hamburg. Edel ist ein Anbieter von Büchern und Tonträgern in Deutschland.

## Geschichte
Edel wurde 1986 vom heutigen Verwaltungsratsvorsitzenden und dem Mehrheitsaktionär Michael Haentjes als Ein-Mann-Unternehmen unter dem Namen „edel“ Gesellschaft für Produktmarketing mbH gegründet und befasste sich zunächst ausschließlich mit dem Mailorderversand für Filmmusik. 1992 wurde der Firmenname in „edel Company“ Music GmbH geändert. Das Unternehmen verzeichnete im Jahr 1995 mehr als 150 Millionen DM Umsatz.
Im Jahr 1998 folgte unter dem neuen Firmennamen edel music AG der Börsengang (WKN 564950) und die Listung am Neuen Markt. Die erste Börsennotierung lautete auf 101 DM. Der Börsengang brachte dem Unternehmen brutto knapp 60 Mio. DM Kapitalzufluss. Im Rahmen einer globalen Strategie wurden Beteiligungen im Ausland erworben, zum Beispiel die PIAS-Group in Belgien – in welche die ebenfalls von Haentjes 1997 gegründete Connected Music Vertrieb GmbH überging – und Eagle Rock in Großbritannien. 2000 wurde mehr als 1,18 Mrd. DM Konzernumsatz erzielt.
Im Zusammenhang mit der allgemeinen Krise des Musikgeschäfts, dem Zusammenbruch des Neuen Markts und durch die hohen Kosten der Integration der hinzugekommenen Unternehmen folgte 2001 eine Krise, die den Fortbestand des Unternehmens gefährdete. 2002 setzte Edel gemeinsam mit Roland Berger Strategy Consultants ein umfangreiches Konzernsanierungsprogramm um. Firmenteile und Beteiligungen wurden verkauft und verlustreiche Gesellschaften geschlossen. Von über 1700 Mitarbeitern verblieben etwa 750 im Unternehmen. Durch diese Konsolidierung und dank des stabilen Geschäfts der Herstellertochter optimal konnten wieder positive Geschäftszahlen erreicht werden.
Zum Ende des Rumpfgeschäftsjahres 2001 (30. September) wechselte Edel von der Notierung im Neuen Markt zum Geregelten Markt/General Standard der Frankfurter Wertpapierbörse, der 2007 in den Regulierten Markt überging. Im Februar 2007 übernahm die edel music AG die Buchsparte von Pabel-Moewig mit Kochbüchern, Ratgebern, Rätselbüchern, Kinderbüchern und einigen Lizenzen.
Auf der Hauptversammlung im Mai desselben Jahres wurde beschlossen, den Zusatz „music“ im Firmennamen zu streichen. Die Gesellschaft firmierte danach bis 2010 unter „edel AG“. Im Dezember 2009 wurde die Notierung im Regulierten Markt widerrufen. Die Aktie wird seitdem im Freiverkehr an der Frankfurter Börse gehandelt.
2010 übernahm die Edel AG 75 % des damaligen ZS-Verlags, im Oktober 2014 folgten die restlichen 25 %. Im März 2011 erwarb Edel von der insolventen TV-Loonland AG endgültig die Auswertungsrechte für die TV- und Kinofilme um die Trickfilmfiguren Pettersson und Findus. Ein Jahr später, im Oktober 2012, erwarb die Edel AG alle Anteile an Brillant Classics B.V., einem in Leeuwarden ansässigen Unternehmen im Bereich des Vertriebes klassischer Musik. Seit Oktober 2015 hält Edel 75 % der Pandastorm Pictures GmbH, seit Ende 2021 sind es 100 %.
Im April 2018 haben Vorstand und Aufsichtsrat der Edel AG beschlossen, die Gesellschaft in eine Kommanditgesellschaft auf Aktien (KGaA) umzuwandeln, um den Familieneinfluss zu sichern. Zusätzlich sollte die Komplementärin der KGaA die Rechtsform einer Europäischen Aktiengesellschaft (SE) erhalten. Im März 2019 wurde der Wechsel der Rechtsform vollzogen. Seitdem leitet Jonas Haentjes das Geschäft.
Im Mai 2021 benannte sich die ZS Verlag GmbH in Edel Verlagsgruppe GmbH um. In der Edel Verlagsgruppe GmbH sind nun alle Verlage (Edel Books, Eden Books, Edel Kids Books, ZS Verlag. Dr. Oetker, Edel Elements, Edel Sports) der Gesellschaft gebündelt. Dieser Schritt war bereits im Dezember 2020 angekündigt worden.
Ab Juni 2022 kooperierte Edel eng mit der Verlagsgruppe Burda. Eine neue Buchreihe mit Themen der Zeitschrift Bunte wurde entwickelt.
Im Herbst 2022 wurde bekannt, dass Edel zum Frühjahr 2023 die Programmarbeit der Imprints Edel Books und Eden Books einstellen würde. Edel Sports, Edel Kids Books, ZS und Dr. Oetker Verlag würden weitergeführt. Im Frühling 2023 wurde das Imprint Edel Kids Books in Karibu umbenannt. Zur gleichen Zeit startete ZS ein eigenes Sachbuchprogramm. Im Frühjahr 2024 erweiterte Karibu sein Programm um Jugendbücher.

## Geschäftsbereiche
Edel tritt als Tonträgerunternehmen, Buchverlag und Filmverleiher, aber auch als Druckerei und Presswerk auf. Edel bietet einen Komplettservice an, der von der Planung eines künstlerischen Werks über seine Produktion bis hin zur Veröffentlichung und Vermarktung reicht.

### Labels
- earMUSIC: Rock, Alternativ, Hard Rock, Metal, Pop
- Kontor Records: Dance/Club, Techno.
- Berlin Classics: Klassische Musik
- MPS Jazz: Jazzmusik
- Brilliant Classics: Klassische Musik, Lizenzierung von Musikstücken
- Neue Meister: Neo Classical, Elektro-, Popmusik, u. a. Alphaville[20]
- Kontor New Media: Digitalvertrieb von Musik, digitale Rechteverwaltung, digitaler Filmvertrieb[21]
- Edel Kids: Bild- und Tonträger für Kinder
- Pandastorm Pictures: Serien und Filme, Filmverleiher und Lizenzhändler im TV- und Video-on-Demand-Bereich[22]
- Edel Motion: Fernsehkrimis aus den Genres Nordic Noir und British Crime

### Verlage
- ZS: Ratgeber aus den Themenfeldern Essen, Trinken, Gesundheit und Fitness[23]
- Dr. Oetker Verlag: Ratgeber zum Thema Essen & Trinken
- Edel Elements: Romane
- Karibu: Kinder- und Jugendbücher
- Edel Sports: Biografien und Ratgeber aus dem Themenfeld Sport, u. a. von/über Personen aus dem Sportbereich wie Angelique Kerber[24], Max Verstappen, Patrick Mahomes

### Beteiligungen
- zu 66,8 %: Kontor Records GmbH

Quellen: Geschäftsbereiche, Anteile

## Earmusic
Unter dem Label Earmusic, stilisiert earMUSIC oder earMusic, wurden seit etwa 2007 die internationalen Aktivitäten von Edel in Bereichen wie Rock, Pop, Metal and Alternative Rock zusammengefasst. Unter anderem hat Earmusic Künstler wie Deep Purple, Alice Cooper, Blackmore’s Night, Foreigner, Chickenfoot, Hollywood Vampires, Joe Jackson, Gamma Ray, Stratovarius, Status Quo, Skid Row, Marillion, New Model Army, Joe Satriani, Tarja Turunen, Long Distance Calling, Myrath, H.E.A.T und Simon McBride unter Vertrag. 2020 nahm Earmusic mit Laith Al-Deen erstmals einen deutschsprachigen Künstler unter Vertrag.